# Genderqueer
 Der er for få eller ingen kildehenvisninger i denne artikel, hvilket er et problem. Du kan hjælpe ved at angive troværdige kilder til de påstande, som fremføres i artiklen.

|  | Sammenskrivningsforslag Artiklen Genderqueer er foreslået føjet ind i Ikke-binær kønsidentitet. (Siden juli 2020) Diskutér forslaget |

 Denne artikel bør gennemlæses af en person med fagkendskab for at sikre den faglige korrekthed.

Genderqueer eller nonbinær er et spektrum af kønsidentiteter. En genderqueer person er en person, der identificerer sig med et køn, der hverken er ”mand” eller ”kvinde” eller en, der identificerer sig som hverken-eller, begge eller en kombination heraf. I forhold til de binære køn ("mand" og "kvinde") identificerer genderqueers sig generelt mere som ”både/og” eller ”hverken/eller” frem for ”enten/eller”. Nogle genderqueers ser deres identitet som én ud af mange forskellige køn uden for mand og kvinde, andre ser det som et begreb, der omfatter alle kønsidentiteter uden for de binære køn, og atter andre mener, at det omfatter de binære køn imellem andre Nogle vil identificere sig som interkønnede eller akønnede og nogle ser det som et tredje køn, der lægges til de traditionelle to. Fællestrækket for alle genderqueers er, at de modsætter sig idéen om, at der kun findes to køn. Beskrivelsen genderqueer bruges lejlighedsvis også mere bredt som et tillægsord, der refererer til mennesker, der på en hvilken som helst måde er kønsoverskridere og kunne have en hvilken som helst kønsidentitet.
Nogle genderqueer folk identificerer sig som transkønnede (i den forstand at det er et paraplybegreb for en bredere udstrækning af mennesker, der identificerer med et andet køn end det, de blev 'tildelt' ved fødslen) og nogle gør ikke. De to begreber er ikke fuldstændig ens, men de overlapper hinanden. Genderqueers kan transitionere fysisk med operationer, hormoner, elektrolyse og andre metoder eller vælge ikke at ændre deres kroppe ved disse metoder. De kan også transitionere socialt eller blive ved med at klæde sig og gå under deres 'tildelte' køn. Der er ikke kun én vej at gå som genderqueer.
Betegnelsen genderqueer blev grundlæggende brugt til hovedsageligt hvide, middel- og overklasse-amerikanere, der var 'tildelt' hunkøn ved fødslen og på den ene eller anden måde på det FtM(female-to-male) eller transmaskuline spektrum, men der er også mange selvidentificerede genderqueers, som har radikalt forskellig etnicitet, klasse, køn og national baggrund. Imidlertid er personer der identificerer sig som genderqueers stadig uforholdsmæssigt fra den gruppe (?).
Hvordan, genderqueers ser køn i det store hele og dets relation til dem selv, varierer. Nogle genderqueers ser køn som et kontinuum imellem mand og kvinde med de to traditionelle køn ved de to poler og deres eget genderqueer-ståsted som indenfor det kontinuum. Andre mener, at der er så mange køn, som der er mennesker. Igen andre mener, at de binære køn er en social konstruktion og vælger ikke at holde fast ved den konstruktion. Nogle genderqueers afviser enhver kønsteori som en gældende metode til at klassificere individer med.
Nogle genderqueer personer foretrækker at bruge konventionelle binære pronomener så som ”han” eller ”hun”, imens andre foretrækker kønsneutrale pronomener som f.eks. "hen/hen/hens" eller "de/dem/deres" i stedet for, selvom sidstnævnte kan give misforståelser, da det hovedsageligt er en flertalsform. Den/den/dens er ikke i spil. Nogle genderqueers foretrækker, at folk skifter imellem ham og hende (og/eller pronomener), når der refereres til dem, og andre foretrækker, at der kun bruges deres navn og ingen betegnelser overhovedet. Nogen genderqueers skifter navn til mindre kønsstereotype navne.
Kønsneutrale betegnelser er også i den sammenhæng et meget passende valg at bruge om hypotetiske personer frem for at bruge ”ham eller hende” til at referere hvem som helst, da det ikke forudsætter eller tillægger køn. Det opleves også som respektfuldt at bruge kønsneutrale betegnelser om nogen, hvis betegnelsespræference ikke er kendt af taleren, selv om det er bedst at finde den persons præference frem for at blive ved med at bruge betegnelser med hvilke, de måske ville eller måske ikke ville føle sig godt tilpas med.
Begrebet panseksuel bruges specifikt til at fremhæve den opfattelse, at der findes mange køn, hvorimod ”biseksuel” antyder, at der kun findes to kønsidentiteter og to køn.
Note: nogle ser ”genderqueer” som et mere bevidst politiseret version af begrebet androgyn, androgyne identificerer sig som både mænd og kvinder eller ingen af delene. 
Alternative betydninger: Betegnelsen genderqueer bliver også nogle gange brugt i en bredere forstand som et adjektiv, der referer til hvem som helst, der udfordrer kønsroller og binære klassifikationer af køn. Dette er er lidt på samme måde som homoseksuelle, biseksuelle og andre, der identificerer sig som queer som en bredere paraplybetegnelse. Men fordi genderqueer også refererer til mere specifikke kønsidentiteter er betegnelser som nonbinære mere passende at bruge som en bred betegnelse for folk, der ikke passer ind i rigide, binære kønsbokse.